# Seznam angleških košarkarjev
Seznam angleških košarkarjev.

## D
- Luol Deng

## F
- Joel Freeland

## E
- Ndudi Ebi

## G
- Ben Gordon

## M
- Pops Mensah-Bonsu

## O
- Michael Olowokandi